# Breathe This Air
Breathe This Air è un singolo del musicista britannico Jon Hopkins, pubblicato il 22 aprile 2013 come secondo estratto dal quarto album in studio Immunity.

## La canzone
Il brano ha visto la partecipazione del gruppo musicale di musica elettronica Purity Ring, sebbene questa versione non sia presente nell'edizione standard dell'album (nel quale è presente la versione originale strumentale), ma nella Extended Edition pubblicata nel 2014.

## Video musicale
Il videoclip, diretto da Anthony Dickenson e prodotto da Rik Green, è stato pubblicato il 24 settembre 2013 attraverso il canale Vevo di Hopkins e ha come protagonisti una ragazza e un cacciatore, il quale la uccide mentre ella sta facendo un bagno in un lago.

## Tracce
Download digitale, CD promozionale (Regno Unito)
1. Breathe This Air (featuring Purity Ring) – 4:06

12" (Stati Uniti)
- Lato A

1. Jon Hopkins – Breathe This Air (feat. Purity Ring) – 4:06

- Lato B

1. Purity Ring – Amenamy (Jon Hopkins Remix) – 4:12